# Gerty Archimède

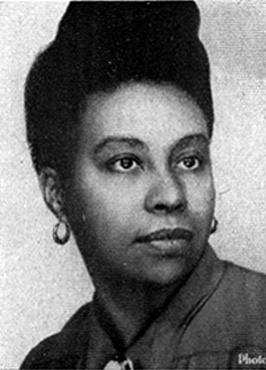
Gerty Archimède

Gerty Archimède (* 26. April 1909 in Morne-à-l’Eau, Guadeloupe; † 15. August 1980 ebenda) war eine französische Anwältin, Aktivistin und Politikerin. Sie war die erste Frau, die 1939 in die Anwaltskammer von Guadeloupe aufgenommen wurde und die zweite schwarze Frau, die in die französische Nationalversammlung gewählt wurde.

## Leben und Werk
Archimede war das älteste von fünf Kindern einer Telefonistin und des Bäckers Justin Archimèdes. Ihr Vater war von 1912 bis 1949 Bürgermeister von Morne-à-l'Eau und von 1910 bis 1945 Generalrat. Sie absolvierte ihre gesamte Schullaufbahn in Guadeloupe und zog anschließend für ihr Studium nach Paris. Sie studierte Jura an der Sorbonne und finanzierte ihr Studium durch eine Arbeit als Bankangestellte.
Nach ihrem Studienabschluss kehrte sie nach Guadeloupe zurück, wo sie sich in Pointe-à-Pitre niederließ. 1939 bestand sie die Anwaltsprüfung und wurde am Vorabend des Zweiten Weltkriegs die erste afrokaribische Anwältin Frankreichs und die erste französische Anwältin der Westindischen Inseln.
1945 wurde sie zur Departementsrätin gewählt und wurde am 10. November 1946 bis zum 17. April 1951 als Mitglied der Kommunistischen Partei Frankreichs zur Abgeordneten von Guadeloupe gewählt. 1946 trat sie bei den Parlamentswahlen in Guadeloupe an, zwei Jahre nach Inkrafttreten der Verordnung vom 21. April 1944, die Frauen das aktive und passive Wahlrecht einräumte. Sie wurde zur Abgeordneten gewählt, als das Gesetz vom 19. März 1946 Guadeloupe, Martinique, Réunion und Guyana, die zuvor Kolonien waren, zu französischen Departements erklärt hatte.
Archimède mobilisierte guadeloupische Frauen, um diesen institutionellen Wandel zu einem Hebel zur Verbesserung der Lebensbedingungen auf der Insel zu machen, insbesondere durch die Eröffnung einer Zweigstelle der Französischen Frauenunion im Jahr 1948. Mit der Union of Guadeloupean Women verteidigte sie Frauenrechte, soziale Sicherheit, Renten und die Verteidigung des Friedens.
In der Nationalversammlung engagierte sie sich in der Justiz- und Gesetzgebungskommission, wo sie 1947 den Gesetzentwurf vorlegte, der Frauen den Zugang zu verschiedenen Anwaltsberufen ermöglichte und gleiche Gehälter in den überseeischen Departements und in der Region Paris vorsah. Sie bezeugte auch die wirtschaftlichen und sozialen Schwierigkeiten von Guadeloupe nach dem Krieg, saß in der Kommission für Überseegebiete und wurde zur stellvertretenden Richterin am Obersten Gerichtshof ernannt. 1948 trat sie der Kommunistischen Partei Frankreichs bei, die sie auf zahlreichen Konferenzen in aller Welt vertrat.
1952 wurde sie erneut Rechtsanwältin in Guadeloupe und spezialisierte sich auf die Verteidigung von Arbeitern und Menschen mit niedrigem Einkommen. Von 1967 bis 1970 war sie Präsidentin der Anwaltskammer von Guadeloupe.
1953 wurde sie stellvertretende Bürgermeisterin von Basse-Terre und 1956 zur Bürgermeisterin dieser Gemeinde gewählt.
1969 verteidigte sie die afroamerikanische Aktivistin Angela Davis gegen den französischen Zoll, der sie auf der Durchreise durch Guadeloupe festgenommen hatte. Davis widmete ihr in ihrer Autobiographie eine Passage.
Am 17. und 18. Mai 1980 leitete Archimede den 7. Kongress der kommunistischen Partei Guadeloupes. Sie starb wenige Monate später 1980 im Alter von 70 Jahren und hinterließ ein Haus auf Basse-Terre, das 1984 zum Gerty-Archimède-Museum wurde und 2012 vom französischen Kulturministerium als Maison des Illustres ausgezeichnet wurde.

## Ehrungen
- Am 13. Mai 2002 wurde auf dem Boulevard Maritime de Basse-Terre eine Bronzestatue eingeweiht, die Gerty Archimède darstellt.
- In dem Haus, in dem Gerty Archimède bis zu ihrem Tod im Jahr 1980 lebte, wurde ein Museum untergebracht.[7][8][9]
- Die Rue Gerty-Archimède im 12. Arrondissement von Paris ist seit 2006 nach ihr benannt.[10]
- Die Region Guadeloupe würdigte sie offiziell, indem sie das Jahr 2019 zum l’année Gerty Archimède erklärte.
- Auf Guadeloupe wurde das Lycee professionnel Gerty Archimede nach ihr benannt.[11]